# Филипина фон Изенбург-Бюдинген
Филипина фон Изенбург-Бюдинген-Бирщайн (на немски: Philippina/Philippine von Isenburg-Büdingen-Birstein; * 30 септември 1618 в Офенбах; † 24 октомври 1655 в Алтенкирхен, Рюген) e графиня от Изенбург-Бюдинген-Бирщайн и чрез женитба графиня на Сайн-Витгенщайн-Сайн.
Тя е дъщеря на граф Волфганг Хайнрих фон Изенбург-Бюдинген (1588 – 1638) и съпругата му графиня Мария Магдалена фон Насау-Висбаден-Идщайн (1592 – 1654), дъщеря на граф Йохан Лудвиг I фон Насау-Висбаден-Идщайн (1567 – 1596 след падане от прозорец) и графиня Мария фон Насау-Диленбург (1568 – 1632).
Тя умира на 24 октомври 1655 г. на 37 години в Алтенкирхен, на остров Рюген в Мекленбург-Западна Померания.

## Фамилия
Филипина фон Изенбург-Бюдинген се омъжва на 25 февруари 1651 г. в Офенбах за граф Кристиан фон Сайн-Витгенщайн-Сайн, Киршгартхаузен/Зандхофен до Манхайм (1621 – 1675), най-малкият син на Вилхелм II фон Сайн-Витгенщай-Хахенбург (1569 – 1623) и втората му съпруга графиня Анна Отилия фон Насау-Вайлбург-Саарбрюкен (1582 – 1635). Тя е втората му съпруга. Те имат шест деца:
- Кристиан фон Сайн-Витгенщайн (* ок. 1651; умира млад)
- Анна Катарина фон Сайн-Витгенщайн (* 13 декември 1652; † 28 септември 1679), канонеса в Торн
- Кристиан фон Сайн-Витгенщайн (* ок. 1653; † сл. 1679)
- Анна Магдалена фон Сайн-Витгенщайн (* 29 май 1654; † 11 юни 1705), канонеса в Херфорд
- Карл Лудвиг фон Сайн-Витгенщайн (* ок. 1655; † 21 октомври 1699), граф на Сайн-Витгенщайн-Сайн, господар на Киршгартхаузен, командир на Франкентал, женен 1683 г. за Анна Мета фон Брокдорф († 6 януари 1718)
- Филипина Елизабет фон Сайн-Витгенщайн (* 1 декември 1655; † сл. 1679)